# Digitale Agenda 2014–2017
Die Digitale Agenda 2014–2017 ist ein Papier der deutschen Bundesregierung aus dem Jahr 2014, das Absichtserklärungen zu netzpolitischen Fragen enthält, die zuerst im Koalitionsvertrag 2013 enthalten waren. Die Digitale Agenda wurde am 23. August 2014 veröffentlicht; sie wird vom Innen-, Wirtschafts- und Verkehrsressort der Bundesregierung gemeinsam verantwortet. Von Seiten des Deutschen Bundestags wird sie flankiert durch den Ausschuss Digitale Agenda.

## Inhalt
Die Digitale Agenda formuliert „Grundsätze“ der „Digitalpolitik“, aus denen Entwicklungsmöglichkeiten für einzelne Politikfelder abgeleitet werden (Digitale Infrastruktur, Digitale Welt, Wirtschaft, öffentliche Verwaltung, digitale Teilhabe, Bildung, europäische und internationale Entwicklung).

## Hintergrund
Die Europäische Union hatte bereits 2010 ihre Strategie im digitalen Bereich in der Digital Agenda for Europe – Driving European growth digitally (Digitale Agenda für Europa) festgeschrieben (KOM(2010)245).
Hintergrund für die Digitale Agenda war auf nationaler Ebene vor allem die Enquete-Kommission Internet und digitale Gesellschaft, die von 2010 bis 2013 bestand und in ihrem Abschlussbericht Empfehlungen zur weiteren politischen Entwicklung gegeben hatte.
Aus technischer Sicht ist u. a. die Aufteilung der terrestrisch ausgestrahlten Funkfrequenzen neu zu regeln, die im Zuge der sogenannte Digitale Dividende II durch die Abschaltung von DVB-T Fernsehkanälen (Kanal 49 bis 60) in Deutschland bis spätestens 2017 neu zu vergeben sind. Die Durchführung liegt bei der Bundesnetzagentur.

## Kritik
Die Digitale Agenda traf von netzpolitischer Seite vielfach auf Kritik. So sprach der Journalist Lorenz Matzat im Blog Netzpolitik.org von einem „Nulltext“, der zudem „zehn Jahre zu spät“ gekommen sei. Falk Steiner kommentierte auf Heise online, es handele sich bei der Digitalen Agenda „in erster Linie“ um „eine Bestandsaufnahme der Problemlage und der Möglichkeiten, die im Raum stehen könnten. Nur wenige der Probleme sind konkret mit Lösungsvorschlägen versehen. Einige der Ideen darin schließen sich sogar gegenseitig aus – wie ein Mehr an Anonymität und der Wunsch nach unvereitelbarer Strafverfolgung.“ Er kritisierte auch die Zersplitterung der Aufgaben zwischen drei Ministerien (Innen, Wirtschaft, Verkehr) und stellte der Bundeskanzlerin anheim, „doch noch einmal nachzudenken, ob nicht ein einzelner Internetminister am Ende die bessere Wahl wäre als die drei, die sich heute nach Kräften mit leeren Phrasen blamierten.“